# Conchapelopia hittmairorum
Conchapelopia hittmairorum is een muggensoort uit de familie van de dansmuggen (Chironomidae). De wetenschappelijke naam van de soort is voor het eerst geldig gepubliceerd in 2002 door Michiels & Spies.